# Łochów
Łochów (udtale: [ˈwɔxuf])  er en by der ligger i det østlige, centrale Polen, i den østlige centrale del af voivodskabet Masovien (Województwo mazowieckie) og har 6.689(2021) indbyggere og et areal på 13,35  km². Den er en del af powiatet (amt) Węgrów.  Łochów ligger på bredden af floden Liwiec.

## Historie
Łochów har været kendt siden middelalderen. Den første omtale af byen går tilbage til det 14. århundrede. Oprindeligt var det en fyrstelig bosættelse i udkanten af Kamieniecka-skoven kaldet Łochowiecz.
I 1919 blev Łochów Kurnatowski nobelfamiliens ejendom som medgift for Isabella Zamoyska. Den nye ejer af Łochów var Eryk Kurnatowski.